# 応援合戦
応援合戦（おうえんがっせん）は運動会や体育祭で行われる競技の一種。

## 概要
応援合戦は、学年単位やクラス単位、団単位で行う競技であり、BGMに併せて歌う、踊る、組体操等、多様なパフォーマンスをしチームやクラスを応援するものである。
得点に入れる場合と入れない場合があり、得点に入れる場合の採点基準は声の大きさやパフォーマンスの難易度などであるが、本競技は得点を争うよりも、チームの士気高揚を図る、団結力を保護者に見せるために行う事が多い。
また、応援合戦のパフォーマンスの優劣を競う場合もあり優秀なチームには賞が与えられる。この場合通常の競技の総合優勝と同じくらいの賞ととられる場合もあり、賞を目指して放課後や休み時間に練習することも多い。